# 기령
기령(紀靈, ? ~ ?)은 중국 후한 말 원술 휘하의 무장이다. 사서에는 원문사극(轅門射戟)의 일화만이 존재한다.

## 원문사극
196년(건안 원년) 원술이 기령에게 3만 명을 주어 소패(小沛)에 주둔하던 유비를 다시 공격하였다. 이전에 유비는 여포에게 항복한 상태였기에 구원을 청하였다. 여포의 부하들은 원술의 손을 빌려 유비를 멸하자고 했지만 여포는 ‘원술이 유비를 잡으면 장패, 손관 등과 손잡고 자신을 포위하는 형국이 될 수 있다’며 몸소 보병 천 명, 기병 2백 명을 이끌고 가서 중재하였다. 여포가 기령을 대접하며 “유비는 여포의 아우인데 당신으로 인해 곤란을 겪고 있습니다. 제 성정은 싸움이 아니라 화해시키는 것을 좋아합니다.”라 말하였다. 또한 영문을 지키는 무관에게 극을 세우게 하고는 자신이 활을 쏴 옆에 달린 날[小支, 胡]을 맞히면 모두 화해하고 못 맞히면 싸워서 결착을 보라 하였다. 여포는 이를 정확히 맞혔고 장수들은 여포가 하늘의 위엄을 지녔다며 경탄하였다. 다음날 모두가 다시 연회를 즐긴 후 파하였다.

## 삼국지연의
사서가 아닌 소설 《삼국지연의》에서는 원술 휘하의 인물 중 꽤 많은 비중을 차지하며 무게 50근의 삼첨도를 사용하는 것으로 설정하였다. 우이(盱眙)에서 유비군과 교전할 때 관우와 30합을 겨룬 후에 부장 순정을 보냈다가 죽는 바람에 밀리기도 하지만 병력의 우세를 이용해 대치한다. 유비가 소패로 물러나자 뇌박, 진란을 부장으로 삼아 다시 진공한다. 이후 원문사극의 일화가 이어지는데 극은 방천화극으로, 거리는 150보로 꾸몄다. 원술은 이 아이들 장난 같은 중재 행위에 화가 나 여포까지 치려 하는데 기령이 말리며 여포와의 결혼 동맹을 권한다. 진규 부자의 모략으로 혼담은 깨지고 원술이 일곱 길을 통해 서주로 진격하면서 칠로도구응사(七路都救應使)가 되어 종군한다. 여포, 그리고 배신한 양봉, 한섬에게 협격당해서 패주한다. 세력이 쇠한 원술이 원소에게 가는 것을 선두에서 수행하던 차 이를 토벌하러온 유비와 대적하다가 장비에게 죽는다.

## 같이 보기
- 삼국지 인물 목록

## 참고 문헌
- 《삼국지》7권 위서 제7 여포